# Стаханов Олексій Григорович
Олексі́й Григо́рович Стаха́нов (3 січня 1906 , Лугова (Липецька область), Орловська губернія  — 5 листопада 1977 , Торез, Донецька область ) — засновник стахановського руху (соціалістичне змагання) в промисловості і сільському господарстві, використаний для підвищення норм виробітку на 25–50 %. Депутат Верховної Ради СРСР 1-го скликання.

## Біографія
Народився 21 грудня 1905 (3 січня 1906) року в селянській родині в селі Лугова, тепер Орловська область, Росія. Трудову діяльність розпочав у 1917 році пастухом. 
У 1927 році приїхав на Донбас (Кадіївка), де працював на шахті «Центральна-Ірміне». 1935 року йому доручено встановити рекорд видобутку вугілля і створено для цього відповідні умови: в ніч на 31 серпня за 6-годинну зміну він нарубав відбійним молотком 104 т вугілля, виконавши 14,5 норм. У цьому йому допомагала ціла група кріпильників. 
Член ВКП(б) з 1936 року.
З 1937 року навчався у Промисловій академії. 1939 року отримав власний службовий автомобіль. Після закінчення Промакадемії (1941) на керівній роботі в промисловості: начальник шахти в Караганді, старший інженер і начальник відділу Міністерства вугільної промисловості СРСР. 
З 1957 року знову в Донбасі: заступник керуючого вугільного тресту, помічник головного інженера шахтоуправління. 
З 1974 року — на пенсії.
Достеменно не відомо, чи було Олексій його справжнім іменем. Є версії, що Стаханов насправді називався Олександр чи Андрій, але після помилки у газеті радянська влада видала новий паспорт і відмовилася визнавати цю помилку.
Помер 5 листопада 1977 року на 72-му році життя в психіатричній лікарні, куди потрапив від важких наслідків хронічного алкоголізму (розсіяний склероз з частковою втратою пам'яті, біла гарячка), до того переживши ще й інсульт. Він послизнувся на шкірці яблука, вдарився головою і помер, не приходячи до тями. Похований на міському кладовищі в місті Торезі (Чистякове) Донецької області.

## Родина
- Батько — Григорій Варламович Стаханов.
- Мати — Ганна Яківна Стаханова.
- Перша дружина — Євдокія Іванівна Русакова.
- Діти — Клавдія та Віктор.
- Друга дружина — Галина Іванівна Бондаренко.
- Діти — Віолета, Алла, Володимир та Еммі (двоє останніх померли, недоживши одного року.
- Третія дружина — Антоніна Федорівна Стаханова.

## Нагороди
- Герой Соціалістичної Праці (23.09.1970)
- два ордени Леніна (8.12.1935, 23.09.1970)
- орден Трудового Червоного Прапора (29.08.1953)
- медаль «За трудову доблесть» (4.09.1948)